# Ray Scott (Musiker, 1929)
Ray Scott (* 26. März 1929 in Bicknell, Indiana, als Harold Raymond Scott; † 1999) war ein US-amerikanischer Rockabilly-Musiker. Scott war unter anderem Komponist des Rockabilly-Klassikers Flyin‘ Saucers Rock’n‘Roll.

## Leben

### Kindheit und Jugend
Geboren in Indiana wuchs Ray Scott in einer deutsch-niederländischen Gemeinde auf. In seiner Kindheit und Jugend hatte er – im Gegensatz zu vielen anderen zeitgenössischen Musikern – kein besonderes Interesse an der Musik. 1946 bekam er seinen Abschluss an der High School und ging danach freiwillig zur US Navy, um dem College zu entgehen. Nach acht Jahren Militärdienst ging er schlussendlich doch zum College.

### Karriere
1955 zog Scott nach Memphis, Tennessee, wo er einen Job als Werkzeugfertiger annahm. Dort geriet Scott bald in die wachsende Rockabilly-Szene und er entschloss sich, Gitarre zu lernen. Nach sechs Monaten Übung begann er, in Bars und Clubs aufzutreten und erste Songs zu schreiben. Neben einem Stück für Lattie Moore schrieb Scott auch Flyin‘ Saucers Rock’n‘Roll, das zu einem Klassiker des Genres wurde. Die erste und bekannteste Version stammt von Billy Lee Riley, der den Song mehr oder weniger zufällig während einer Session im Sun Studio Ende 1956 hörte. Auf der Suche nach Songs entdeckte Rileys Gitarrist Roland Janes ein Demo-Band im Studio von Scott mit Flyin‘ Saucers Rock’n‘Roll und kurz danach entstand die Version von Billy Lee Riley und dessen Band.
Scotts eigene Karriere als Musiker nahm 1957 ihren Lauf. Er lernte den Labelbesitzer Marshall Ellis kennen, der eine Session im Fernwood Studio im August 1957 arrangierte. Auf dieser Session, die die Platte Boppin‘ Wigwam Willie / My Life’s Desire produzierte, wurde Scott von Billy Lee Rileys Band, bestehend aus Roland Janes (Gitarre), Marvin Pepper (Bass), Jimmy Wilson (Klavier) und Jimmy Van Eaton (Schlagzeug), unter dem Namen The Four Recorders begleitet. Die Single wurde im August 1957 auf Ellis‘ Label Erwin Records veröffentlicht.
Scott nahm in den folgenden Jahren weitere Singles auf und war in der Musikszene Memphis‘ aktiv. Als Songschreiber war er unter anderem auch mit You’re the One That Done It erfolgreich, das von Thomas Wayne eingespielt wurde. Es folgten Platten bei Satellite, Eddie Bonds Label Stomper Time Records, Erwin, Scotts eigenem Label RCT Records, Bictor, Goldband Records, Ran-Dee und Decca Records, der nationale Durchbruch sollte ihm aber verwehrt bleiben.
1971 kehrte Scott der Musik den Rücken und zog nach Indianapolis, wo er für General Motors arbeitete. Einige Jahre später zog er zurück in seine Heimatstadt Bicknell, wo er ein Taxiunternehmen leitete und mit seiner sechsten Frau wieder lokale Auftritte bestritt. Mitte der 1980er-Jahre erlitt Scott einen schweren Herzinfarkt.
Ray Scott starb 1999 im Alter von 70 Jahren.

## Diskographie

### Singles
Diskographie ist nicht vollständig.
| 1957                    | Boppin‘ Wigwam Willie / My Life’s Desire | Erwin 700           |
| 1958–1959               | You Drive Me Crazy / Say Anything But Not Goodbye | Satellite S-104     |
| 1959                    | Boy Meets Girl / Tonite Will Be the Last Night | Stomper Time S-1161 |
| 1960                    | The Train’s Done Gone / Just Behind Your Smile | Erwin E-688         |
|                         | I’ll Never Be a Dreamer / Forever More | RCT 503             |
| Unveröffentlichte Titel | |                     |
|                         | - Gone, Gone, Gone - Josephine | Live-Aufnahme       |
| 1963                    | - Loving Wanting You | RCT                 |
|                         | - Boppin’ Wigwam Willie (alt. Version) - Boy Meets Girl (alt. Version) - Fool He Used to Be - I Just Don’t Figure - I’m Gonna Make You Love Me - Just Behind Your Smile (alt. Version) - My Life’s Desire (alt. Version) - San Antone - So Long, I’m Gone - Tonite Will Be the Last Night (alt. Version) - The Train’s Done Gone (alt. Version) - Wedding Bells - Whispering Winds | Sun                 |

### Alben
1986: The Real Memphis Sound – Mr. Drive Me Crazy (White Label, Niederlande)